# غل غورتشك (مقاطعة دورود)
غل غورتشك (بالفارسية: گل گورچک) هي قرية تقع في قسم جان الريفي (مقاطعة دورود) في إيران. يقدر عدد سكانها بـ 499 نسمة بحسب إحصاء 2016.